# 79847 Colzani
79847 Colzani è un asteroide della fascia principale. Scoperto nel 1998, presenta un'orbita caratterizzata da un semiasse maggiore pari a 2,6566576 au e da un'eccentricità di 0,1128133, inclinata di 13,95806° rispetto all'eclittica.